# Hordeum californicum
Hordeum californicum là một loài thực vật có hoa trong họ Hòa thảo. Loài này được Covas & Stebbins mô tả khoa học đầu tiên năm 1949.